# Roberto Pane
Roberto Pane (Tarento, 1897 - Sorrento, 1987) fue un arquitecto italiano.
Titulado en 1922 en la Universidad de Roma "La Sapienza", comenzó su actividad laboral en el terreno de la arqueología, convirtiéndose posteriormente en profesor de Historia de la Arquitectura de la Universidad de Nápoles Federico II. 
Uno de los principales exponentes de la Escuela de la restauración crítica, en 1949 fue solicitado como experto en restauración arquitectónica por la Unesco. En 1961 asumió la dirección del prestigioso periódico Napoli nobilissima. Uno de los principales pensadores de la sociedad italiana de su época, fue defensor de la ciudad histórica y del paisaje, luchando incansablemente contra la especulación urbanística. Autor del Plan Territorial Paisajístico de la Península Sorrentino-Amalfitana (1987), que protegió este territorio de la especulación urbanística.

## Obras principales
- La casa di Loreio Tiburtino e la villa di Diomede in Pompei. Roma, Libreria dello stato, 1947
- Napoli imprevista. Turín, Giulio Einaudi Editore, 1949
- Antoni Gaudí. Milán, Edizioni di Comunità, 1964
- Mausolei romani in Campania. Nápoles, Edizioni scientifiche italiane, 1957
- Attualità dell'ambiente antico. Florencia, La nuova Italia, 1967
- Il Rinascimento nell'Italia meridionale. Milán, Edizioni di Comunità, 1975

- Datos: Q3939032